# Anhalts voetbalkampioenschap 1913/14
In 1913/14 werd het vijfde Anhalts voetbalkampioenschap gespeeld, dat georganiseerd werd door de Midden-Duitse voetbalbond. 
Cöthener FC 02 werd voor de vijfde keer op rij kampioen en plaatste zich zo voor de Midden-Duitse eindronde. Na een overwinning 7-0 overwinning op op FC Germania 1900 Halberstadt verloor de club met 6-2 van FuCC Cricket-Viktoria Magdeburg.   

## 1. Klasse
| Plaats | Club                      | Wed. | W  | G | V  | Saldo | Ptn.  |
| ------ | ------------------------- | ---- | -- | - | -- | ----- | ----- |
| 1.     | Cöthener FC 02            | 16   | 15 | 0 | 1  | 57:10 | 30:02 |
| 2.     | Dessauer SV 98            | 16   | 10 | 1 | 5  | 49:28 | 21:11 |
| 3.     | Cöthener FC Germania 03   | 16   | 9  | 2 | 5  | 33:30 | 20:12 |
| 4.     | 1. FC 1900 Zerbst         | 16   | 9  | 1 | 6  | 29:23 | 19:13 |
| 5.     | FC Viktoria 1903 Zerbst   | 16   | 7  | 0 | 9  | 38:36 | 14:18 |
| 6.     | Dessauer FC 05            | 16   | 6  | 2 | 8  | 35:56 | 14:18 |
| 7.     | Sp.Abt. 1909 im TC Cöthen | 16   | 5  | 3 | 8  | 30:40 | 13:19 |
| 8.     | SV 07 Bernburg            | 16   | 5  | 2 | 9  | 35:47 | 12:20 |
| 9.     | Dessauer FC Germania 1911 | 16   | 0  | 1 | 15 | 13:49 | 01:31 |

|  | Kampioen, geplaatst voor Midden-Duitse eindronde |